# حسین مهرپور
حسین مهرپور محمدآبادی (زاده ۱۳۲۳ یزد) حقوق‌دان ایرانی است. وی عضو شورای نگهبان در سال‌های ۱۳۵۹ تا ۱۳۷۱ بوده‌است.

## تحصیلات
او دارای تحصیلات حوزوی در حد خارج فقه و اصول و کارشناسی، کارشناسی ارشد و دکترای حقوق از دانشگاه تهران است.

## مسئولیت‌ها
مهرپور اخیراً رئیس دانشکده حقوق دانشگاه شهید بهشتی بوده‌است.
پیش از این، مهرپور رئیس هیئت نظارت بر اجرای قانون اساسی در دوران سید محمد خاتمی و از حامیان میر حسین موسوی در انتخابات سال ۱۳۸۸ و پیش از آن عضو حقوق‌دان شورای نگهبان بوده‌است.
وی هم‌اکنون عضو هیئت تحریریه فصلنامه علمی تخصصی دانشنامه‌های حقوقی نیز است.

## تالیفات
از جمله تالیفات وی به کتب مباحثی از حقوق زن، میراث زوجه در حقوق اسلام، حقوق بشر اسلامی و نظامهای بین‌المللی می‌توان اشاره نمود. وی در زمینه حقوق خانواده، دارای تحقیقات و پژوهش‌های گسترده‌ای است و به حقوق خانواده کشورهای عربی نیز تسلط دارد.